# Eine Nummer zu groß
Eine Nummer zu groß (Originaltitel: A Hole in the Head) ist eine US-amerikanische Komödie aus dem Jahr 1959. Regisseur war Frank Capra. Die Hauptdarsteller sind unter anderem Frank Sinatra, Edward G. Robinson und Eleanor Parker.

## Handlung
Protagonist ist Tony Manetta (Frank Sinatra), der zusammen mit zwei seiner Freunde aus der Bronx nach Miami gezogen ist. Einer der Freunde wurde reich, der andere arbeitet als Taxifahrer. Tony Manetta selbst ist verwitwet, hat einen 11 Jahre alten Sohn, Alvin, und ist Manager des kleinen Hotels „Garden Of Eden“. Er ist verschuldet und bekommt eine Frist von 48 Stunden, die ausstehenden fünf Monate Miete zu zahlen.
Tony bittet seinen Bruder Mario um Geld, wie er es auch in der Vergangenheit mehrfach getan hat – allerdings lügt er, sein Sohn sei krank. Mario fliegt zusammen mit seiner Frau Sophie spontan nach Miami und entdeckt die Wahrheit. Mario übergibt das Geld unter der Bedingung, dass Tony seine Träume von einem Luxus-Hotel aufgibt und einen kleinen, aber ehrlichen Betrieb unterhält. Außerdem stellt er seinem Bruder Eloise vor, eine Bekannte von Sophie. Mario hält Eloise für eine passendere Partnerin, als es die aktuelle Freundin Shirl ist. Zur allgemeinen Überraschung finden Tony und Alvin sie interessant und kommen gut mit ihr zurecht.
Eloise ist ebenfalls verwitwet und hat zudem noch ihren Sohn verloren. Sie gesteht Tony, dass sie die Vorstellung, gebraucht zu werden, attraktiv findet – allerdings stößt Mario sie mit seinen penetranten Fragen um Erbe und Geld vor den Kopf.
Nach einem Ausflug zu einer Hunderennbahn mit dem Kindheitsfreund Jerry Marks, bei dem Tony sich als nicht wohlhabend entpuppt und daraufhin ein Geldgeschenk von Jerry ablehnt – dafür auch noch von dessen Bodyguard geschlagen wird – entscheidet Tony, dass sein Sohn besser bei seinem Bruder in New York leben sollte. Nach dieser Mitteilung an Alvin geht Tony alleine an den Strand, wird dort aber von Alvin gefunden, auch Eloise trifft dort auf die beiden – alle drei sind glücklich miteinander.

## Produktion
Der Film basiert auf einem Broadway-Stück, welches im Jahr 1957 unter dem gleichen Namen im Plymouth Theatre aufgeführt wurde. Dort spielte Paul Douglas die Hauptrolle, das Stück wurde mit einem Tony Award ausgezeichnet.
Eine Nummer zu groß wurde in Florida und Kalifornien vom 10. November 1958 bis zum 9. Januar 1959 gedreht. In Kalifornien war der Drehort eines der Studios von Samuel Goldwyn, in Florida gab es verschiedene Drehorte, darunter Miami Beach, der botanische Garten und Themenpark „Cypress Gardens Adventure Park“ und das Cardozo Hotel am Ocean Drive.

## Soundtrack
Das Lied High Hopes wurde von Jimmy Van Heusen und Sammy Cahn für Eine Nummer zu groß geschrieben. Im Film wurde das Lied von Sinatra und dem Kinderdarsteller Eddie Hodges gemeinsam gesungen, für die Version auf dem zwei Jahre später veröffentlichten Album Sinatras, All the Way, wurde das Lied mit einem Kinderchor neu eingesungen.
Bei der Oscarverleihung 2013 wurde das Lied von Seth MacFarlane, Joseph Gordon-Levitt und Daniel Radcliffe gesungen.

## Synchronisation
| Rolle          | Schauspieler       | Synchronsprecher |
| -------------- | ------------------ | ---------------- |
| Tony Manetta   | Frank Sinatra      | Erik Ode         |
| Mario Manetta  | Edward G. Robinson | Alfred Balthoff  |
| Sophie Manetta | Thelma Ritter      | Alice Treff      |

## Filmpreise
Eine Nummer zu groß gewann bei der Oscarverleihung 1960 mit High Hopes den Preis für den besten Song.
Darüber hinaus wurde der Film für drei weitere Preise nominiert:
- den „DGA Award“ 1960 der Directors Guild of America in der Kategorie  Outstanding Directorial Achievement in Motion Pictures für Frank Capra
- den „Golden Laurel“ der Laurel Awards 1960 als beste Komödie – erreicht wurde der fünfte Platz
- den „WGA Award“ 1960 der Writers Guild of America als Best Written American Comedy für Arnold Schulman